# مضاهئ بيورين
مضاهئات البيورين هي مضادات مئيضة تحاكي في بنيتها البيورينات القابلة للأيض.

## أمثلة
- آزاثيوبرين هو أكثر مثبطات المناعة سمية للخلايا، يستخدم بشكل واسع في زراعة الأعضاء للتحكم في تفاعلات الرفض. وهو مشتق غير إنزيمي للمركب 6-مركاتوبورين والذي يعمل كمضاهئ بيورين ومثبط تخليق الدنا، وذلك بنمع توسع الخلايا اللمفاوية في مرحلة الحث للرد المناعي، يؤثر على كل من الخلية والمناعة الخلطية، وهو مثبط ناجع للمناعة الذاتية.
- مركابتوبورين
- الثيوبيرينات: مثل الثيوغوانين وتستخدم في علاج اللوكيميا الحادة وحالات غياب الأعراض في الوكيميا النخاعية الحادة.
- فلودارابين: يثبط عمل عدة إنزيمات بوليميراز الدنا وكذلك برايماز الدنا وليغاز الدنا ومنه طور التركيب في انقسام الخلية (لأن هذه الإنزيمات في غاية نشاطها أثناء تضاعف الدنا)
- بينتوستاتين وكلادربين هي مضاهئات أدينوزين تستخدم بشكل رئيسي في علاج الابْيِضاضُ المُشَعَّرُ الخَلاَيا (اللوكيميا مشعرة الخلايا).

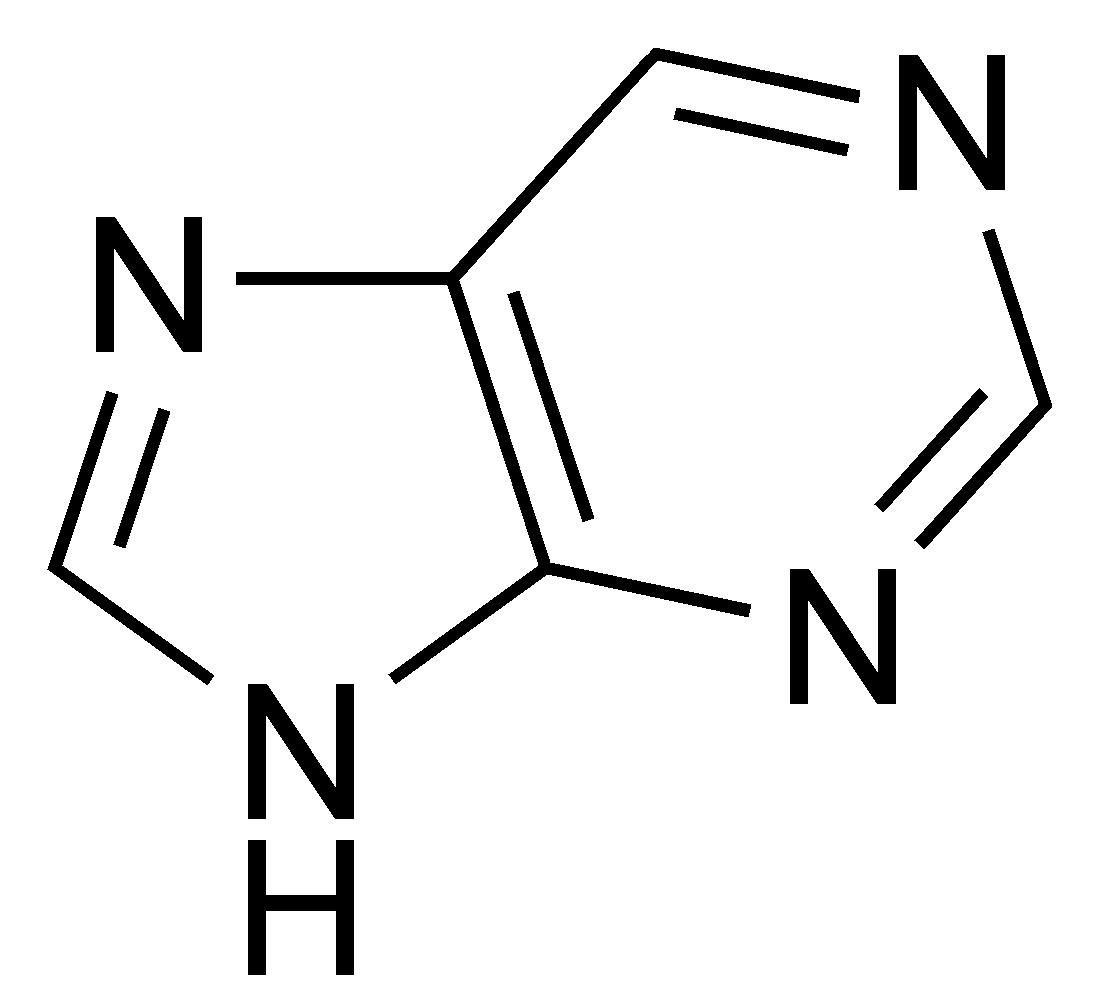
بيورين
مركابتوبورين
ثيوغوانين
فلودارابين

## استعمال طبي
تستخدم البيورينات مضادة المئيضة عادة في معالجة السرطان وذلك بواسطة التدخل في عملية تضاعف الدنا. 